# Sierra Mojada
Sierra Mojada è un comune del Messico, situato nello stato di Coahuila, il cui capoluogo è la città omonima.